# Gedrita
La gedrita és un mineral de la classe dels silicats, que pertany i dona nom al grup del nom arrel gedrita. Rep el seu nom de la localitat francesa de Gèdra, als Alts Pirineus, on va ser descoberta.

## Característiques
La gedrita és un amfíbol de fórmula química ☐{Mg₂}{Mg₃Al₂}(Al₂Si₆O22)(OH)₂. Cristal·litza en el sistema ortoròmbic. La seva duresa a l'escala de Mohs es troba entre 5,5 i 6. La gedrita està definida amb el magnesi (Mg2+) com el catió dominant tant en la posició B com en la C2+, i amb l'alumini (Al) en la posició C3+.
Segons la classificació de Nickel-Strunz, la gedrita pertany a «09.DD - Inosilicats amb 2 cadenes dobles periòdiques, Si₄O11; ortoamfíbols» juntament amb els següents minerals: ferroantofil·lita, ferrogedrita, holmquistita, protomanganoferroantofil·lita, sodicantofil·lita, sodicferroantofil·lita, sodicferrogedrita, sodicgedrita, ferroholmquistita i protoantofil·lita.

## Formació i jaciments
Va ser descoberta a Gèdra, als Alts Pirineus, a la regió de Migdia-Pirineus (França). Als territoris de parla catalana se n'ha trobat gedrita al Cap de Creus, a la província de Girona.